# Argos (Argonaut)
Argos (někdy také Argus, řecky Ἄργος) byl v řecké mytologii stavitel lodi Argó a potom i jeden z Argonautů.
Argos byl synem Arestora z Iólku. Valerius Flaccus ve své Argonautice uvádí, že pocházel z Thespie, města v Bojótii. Údajně se Argos také zasloužil o vytvoření dřevěné sochy bohyně Héry, která byla kultovním předmětem v Tíryntu.

## Příběh v řecké mytologii
Peliás, vládce Iólku v Thesálii, stanovil právoplatnému nástupci trůnu Iásónovi jako podmínku pro předání vlády získání zlatého rouna z daleké Kolchidy, kam se ještě nikdo z Řeků neodvážil. Iásón tento úkol přijal. Argos byl pověřen stavbou lodi, na které měla plout posádka tvořená udatnými a slavnými muži, kteří se sešli z celého Řecka. Bylo jich celkem padesát, mezi nimi Théseus, Meleagros, Peleus, Telamon, Orfeus a Héraklés; mnozí z posádky byli otcové hrdinů trójské války.
Argos za pomoci bohyně Athény postavil loď, padesátiveslici; byla to první loď, kterou postavil. Athéna do její přídě vložila kus dubu z posvátného Diova háje u věštírny v Dodóně; tento kus dřeva měl mít schopnost v době nebezpečí radit Iásónovi, co má dělat. Loď byla nazvána Argó po svém staviteli, který se plavby také zúčastnil, a plavci na ní se nazývali Argonauté.
Výprava po mnoha dobrodružstvích byla nakonec úspěšná a Iásón zlaté rouno do Iólku přivezl, naplnění svého práva se ale nedočkal a zahynul jako vyhnanec pod troskami zetlelé lodi Argó.

## Odraz v populární kultuře
Jako součást převyprávění příběhu Iásónova pátrání po zlatém rounu se Argus objevil v několika celovečerních filmech včetně italských filmů Le fatiche di Ercole (Práce Herkula) z roku 1958 a pokračování z roku 1959 Ercole e la Regina di Lidia (Herkules a královna Lydie), ve kterých ho ztvárnil italský herec Aldo Fiorelli. Další filmy představovaly Arguse jako již starší postavu: např. v roce 1963 film Jason a Argonauti (roli ztvárnil britský herec Laurence Naismith) a stejnojmenná televizní minisérie z roku 2000 (roli ztvárnil britský herec David Calder).